# Московский государственный институт музыки имени А. Г. Шнитке
Московский государственный институт музыки имени А. Г. Шнитке — высшее музыкальное учебное заведение в г. Москве.
В составе института — детская музыкальная школа имени Ю. А. Шапорина и музыкальный колледж.

## История
Учебное заведение было основано в 1918 году, как 1-я Народная музыкальная школа, и оно с течением времени меняло свой статус: музыкальный техникум, музыкальное училище им. Октябрьской революции и, наконец, в 1993 году, — вуз.
У истоков создания учебного заведения стояли выдающиеся деятели отечественной музыкальной культуры — Б. Яворский и Н. Брюсова (сестра поэта В. Я. Брюсова).
В нём преподавал К. Щедрин (отец знаменитого композитора Р. К. Щедрина)
В 1949—1953 годах в музыкальном училище имени Октябрьской революции учился А. Г. Шнитке, который потом некоторое время работал здесь же преподавателем теоретических дисциплин. В 1999 году институту было присвоено его имя.

## Факультеты и кафедры
Оркестровый факультет:
- Кафедра оркестровых струнных инструментов /КОСИ/;
- Кафедра духовых и ударных инструментов /КДУИ/;
- Кафедра народных инструментов /КНИ/;
- Кафедра оркестрового дирижирования /КОД/.

Исполнительский факультет:
- Кафедра специального фортепиано /КСФ/;
- Кафедра вокального искусства и оперной подготовки /КВИ и ОП/;
- Кафедра народного пения /КНП/;
- Кафедра хорового дирижирования /КХД/;
- Кафедра теории и истории музыки /КТИМ/.

Межфакультетские кафедры:
- Кафедра фортепиано /КФ/;
- Кафедра общих гуманитарных и социально-экономических дисциплин /ОГ и СЭД/.

## Руководство института
- А. Г. Кокорина (1918-?)[2]
- В. А. Ревич (1927-?)
- С. Н. Абакумов (1936-?)
- Б. А. Фридман (1946-?)
- А. Н. Лачинов (1949-?)
- Е. Г. Мухин (1968—1982)
- А. А. Бурмистров (1982-?)
- В. И. Горлинский (1989—1992, 1993—2004)
- Г. В. Канаян (1992—1993)
- А. Л. Дегтярёв (2004—2006 и. о., 2006—2015)
- А. И. Щербакова (с 2016)[3]